# حبي بلا زمن
حبي بلا زمن (بالإسبانية: Mi amor sin tiempo)‏ و مسلسل تلفزيوني مكسيكي من بطولة ليتيسيا كالديرون وكارلا إسكيفيل وخوانا أرياس. تم بثه على قناة قناة النجوم في الفترة من 15 يوليو إلى 1 نوفمبر 2024.

## طاقم العمل
- كارلا اسكيفيل - فاطمة
- أندريس بايدا - سيباستيان
- ليتيسيا كالديرون - جريتا
- خوانا أرياس - باربرا
- ماني دي لا بارا - دانيال
- كريمي لوزانو - ريناتا
- أليخاندرو كاماتشو - فيديريكو
- مايكل روندا - أدريان
- يولاندا فينتورا - لوسيا
- لوز ماريا خيريز - آنا
- ألما دلفينا - جيسوسا
- إريك ديل كاستيلو - ألفارو
- فيديريكو أيوس - بابلو
- موريسيو أبولارش - ماريو
- داميانا بيج - تريانا
- أندريا دي فاطمة - بريندا
- دينيا أجاليانو - كارلا
- أليخاندرا أبرو - فيرانيا
- باولا تويوس - جينوفيفا
- جوليا أرغويليس - كارولينا
- رافاييلا جافيرا بيجورا - ماكارينا
- كلوديا زيبيدا - ماريكروز
- راكيل موريل - ماجي
- لورا لوز - كارمن
- ماريا مارسيلا - سارة
- روبرتو ماتيوس - خوسيه
- إيان أندرادي - ريميجيو
- خوسيه إلياس مورينو - جونزالو
- ميشيل دوفال - كلاوديو ألتاميرانو
- زورايدا جوميز - جيزيلا